# Sarıhamzalı, Sorgun
Sarıhamzalı là một xã thuộc huyện Sorgun, tỉnh Yozgat, Thổ Nhĩ Kỳ. Dân số thời điểm năm 2010 là 267 người.